# Giải FFCC cho phim ngoại ngữ hay nhất
Giải FFCC cho phim ngoại ngữ hay nhất là một trong các giải của FFCC dành cho phim không nói tiếng Anh, được bầu chọn là hay nhất. Giải này được lập từ năm 1996.

## Các phim đoạt giải

### Thập niên 1990
| Năm  | Phim                                | Nước     | Đạo diễn        |
| ---- | ----------------------------------- | -------- | --------------- |
| 1996 | Ridicule                            | Pháp     | Patrice Leconte |
| 1997 | Shall We Dance? (Shall we dansu?)   | Nhật Bản | Masayuki Suo    |
| 1998 | Life Is Beautiful (La vita è bella) | Ý        | Roberto Benigni |
| 1999 | Run Lola Run (Lola rennt)           | Đức      | Tom Tykwer      |

### Thập niên 2000
| Năm  | Phim                                                             | Nước                 | Đạo diễn           |
| ---- | ---------------------------------------------------------------- | -------------------- | ------------------ |
| 2000 | Crouching Tiger, Hidden Dragon (Wo hu cang long)                 | Đài Loan             | Ang Lee            |
| 2007 | Amélie (Le fabuleux destin d'Amélie Poulain)                     | Pháp                 | Jean-Pierre Jeunet |
| 2002 | And Your Mother Too (Y tu mamá también)                          | México               | Alfonso Cuarón     |
| 2003 | The Man on the Train (L'homme du train)                          | Pháp                 | Patrice Leconte    |
| 2004 | A Very Long Engagement (Un long dimanche de fiançailles)         | Pháp/Hoa Kỳ          | Jean-Pierre Jeunet |
| 2005 | Kung Fu Hustle (Kung fu)                                         | Trung quốc/Hồng Kông | Stephen Chow       |
| 2006 | Pan's Labyrinth (El laberinto del fauno)                         | Mexico               | Guillermo del Toro |
| 2007 | The Diving Bell and the Butterfly (Le scaphandre et le papillon) | Hoa Kỳ/Pháp          | Julian Schnabel    |
| 2008 | Let the Right One In (Låt den rätte komma in)                    | Thụy Điển            | Tomas Alfredson    |

Bản mẫu:FFCC Awards Chron